# Pedro Bua
Pedro Bua (en albanés: Pjetër Bua; fl. 1450) fue un noble albanés del Despotado de Morea (Peloponeso) que fue el principal instigador de la revuelta de Morea de 1453-1454. Después de la revuelta, el Imperio otomano lo reconoció como el representante oficial de los albaneses de Morea.

## Biografía
Pedro Bua era un miembro de la familia Bua, que era de origen aromune (valaco). Poco después de la caída de Constantinopla y la muerte del último emperador bizantino, Constantino XI Paleólogo, 30 000 albaneses dirigidos por Pedro Bua se rebelaron contra los dos déspotas de Morea, Tomás y Demetrio, debido a los altos impuestos que tenían que pagar. Tras el fracaso de la revuelta, el sultán otomano Mehmed II reconoció a Pedro como un representante de la población albanesa de Morea. Al mismo tiempo, Pedro gobernó las áreas de Morea que fueron conquistadas por los otomanos.